# ビューティ★佐口
ビューティ★佐口（びゅーてぃ★さぐち、12月31日 - ）は、日本のヘアメイクアーティスト、ビューティーディレクター。
神奈川県横須賀市横須賀基地出身。OFFICE BEAUTY所属。
特撮好きと、父親の影響で自衛隊に入隊。
セントラルファッションで森パメラ（森泉の母）を、オスカープロモーションで後藤久美子、全日本国民的美少女コンテストを手がけた直江冨美子に見出され、デビュー。
ナチュラルメークを得意とし、モデル、タレント、女優のメークを行う。
ブライダル、和装、特殊メイクも得意分野。「自衛隊発！！かわいい女の子専門メークさん」というキャッチフレーズのもと、広告動画、映画、ドラマ、雑誌等で活動。特に映画では、助監督やカメラマン、特効、操演等、幅広く行う事もある。

## 来歴
航空自衛隊自衛官であった父親の影響で、幼少期より戦闘機や『ゴジラ』などの特撮映画に触れ、航空自衛隊に入隊。
自衛隊では、西部航空方面隊第5航空団（新田原基地）に所属し、主にF-15J、F-4、T-4の整備を担当。
硫黄島で行われた、日米合同演習に参加。
ミレニアムゴジラ以降、自衛隊の協力が無くなった事をきっかけに、映画の撮影に参加するためヘアメイクアーティストへ転身する。
2003年、アーデン山中ビューティーアカデミー入学。
2003年、クリエイト・エッセ 直江冨美子の付き人を行いながら同年綜合警備保障の広告で、ヘアメークデビュー。
2010年、直江冨美子の引退をきっかけに、事務所を引継ぐ形で個人事務所を設立。
2012年、本名からビューティ★佐口に芸名を変え、映画『アスペルガーレイヴ』撮影中に監督の遠藤一平より、「自衛隊発！！かわいい女の子専門メークさん」というキャッチフレーズをもらう。ヘアメークだけではなく、衣装、小道具等にも精力的に着手し、岩崎友彦監督作品『ami?amie? つきあってねーよ！』は、『ゆうばり国際ファンタスティック映画祭』に入選。岩渕茂監督作品『望まれない子』は、『福岡インデペンデント映画祭』で60分作品部門グランプリ受賞。堀夏子監督作品は、『福岡インデペンデント映画祭』で優秀作品賞を受賞。
2015年、所属事務所名称がOFFICE BEAUTYへ改称。
2019年、映画『あまのがわ』が、スペイン・マドリード映画祭「ヘアメイク賞」部門にノミネート。

## 人物
デビュー当時の社長であり、育ての親である直江冨美子を芸能界の母と呼び、自称後藤久美子の弟と言っている。
事務所には、かいしのぶ、仙川明（現在、望月麻衣→麻衣）等のキャンペンガールが在籍しており、全日本国民的美少女コンテストやキャンペンガール等のメソッドで育てられ、清潔感のある健康的な女性像を理想としている。
好きな映画は『ゴジラvsビオランテ』。小学生の時から、ゴジラや戦闘機に没頭して、中学校卒業文集ではゴジラのポスターの模写を描いた。特撮、怪獣映画に必要な要素は、怪獣に対峙する自衛隊と、ピカイチなヒロインであると語っている。作品クオリティー確保、向上のため、企画会議からキャスティング、特撮への参加もしばしば行う。
物などに「〜ちゃん」とつけるのが口癖。
好きな色は桃色。
深田恭子の大ファン。

## 受賞歴
- ゆうばり国際ファンタスティック映画祭2013 入選（『ami?amie? つきあってねーよ！』）
- 福岡インディペンデント映画祭2013 企画賞、優秀賞（『マリイの夜』）
- 福岡インディペンデント映画祭2013 60分ムービー部門グランプリ（『望まれない子』）

## 主な作品（ヘアメーク・特殊メイク）

### 映画
- 『レスラーハンター』（2007年7月）吉本興業
- 『ぱきゅら！』（2007年7月）吉本興業
- 『老人と木』（2007年7月）吉本興業
- 『フリーバイバイ』（2010年10月）
- 『FLOWER』（2011年7月）第二回武蔵野映画祭 招待作品[1]
- 『メリーメリーメリー』（2011年7月）[2]
- 『電人ザボーガー』（2011年10月）日活
- 『マリイの夜』（2012年10月）福岡インディペンデント映画祭2013 企画賞、優秀賞受賞作品[3]
- 『THRILLER〜究極の告白』（2012年）
- 『望まれない子』（2013年）[4]福岡インディペンデント映画祭2013 60分ムービー部門グランプリ作品[5]
- 『水溜りの二人』（2013年）ゆうばり国際ファンタスティック映画祭2013 上映作品[6]
- 『アスペルガーレイヴ』（2013年）ゆうばり国際ファンタスティック映画祭2013 招待作品[7]
- 『ヒカリエイガ』（2013年4月）東急電鉄
『SAMURAI MODE〜拙者カジュアル〜』
- 『ami?amie? つきあってねーよ！』（2013年6月）ムーンストーン、ゆうばり国際ファンタスティック映画祭2013 入選作品[8][9]
- 『生贄な彼女』（2013年）福岡インディペンデント映画祭2013 出品作品[10][11]
- 『ノー・ヴォイス』ビー・ウイング（2013年12月）[12]
- 『かあちゃんに贈る歌』（2014年1月）[13]
- 『あなたもまた虫である（仮題）』（2014年）ゆうばり国際ファンタスティック映画祭2014公式作品）[14]
- 『偶像戦記』（2014年7月）[15]
- 『恋のプロトタイプ』（2014年8月）
- アイドル7×7監督『傷女子』（2014年8月）
- 『おやじ男優Z』（2014年11月）月の石
- 『TIME TO SAY GOOD BYE～狼たちの鎮魂歌』（2014年11月）漢樹Film
- 『私の窓君の空』（2015年3月）ILLMINATEWORKS
- 『EIKEN BOOGIE～涙のリターンマッチ～』（2015年7月公開）トキメディアワークス
- 『レプリカント・イブ』（2015年12月公開）ミライピクチャーズジャパン
- 『華魂 幻影』（2016年4月公開）渋谷プロダクション
- 『眼球の夢』（2016年7月公開）太秦
- 青春ディスカバリーフィルム なんだって青春編『警備員の一日』（2016年7月公開）トキメディアワークス
- 『2085年、恋愛消滅。』（2016年11月公開）
- 『JK OF THE LIVINGDEAD』
- 『PLACEBO』
- 『スモーキング・エイリアンズ』(2018年3月公開)リアリーライクフィルムズ
- 『single mom 優しい家族。』(2018年5月公開)渋谷プロダクション
- 『あまのがわ』(2019年2月公開)アークエンタテインメント
- 『殺さない彼と死なない彼女』(2019年11月公開)KADOKAWA

### テレビ
- TX・MXTV・BS11デジタル・BS日テレ・BS-TBS 『DHCカップレディースボウリングツアー』（2006年〜）
- TBS 『王様のブランチ』（2007年）ワコールPR
- 年末年始特番 『豪華饗宴！東へ西へグルメ旅』（2008年12月）
- BS11デジタル 『横浜開港150周年記念F・マリノスTVスペシャル』（2009年8月）[16]
- MBS『古代少女ドグちゃん』（2009年10月〜）
- MBS『古代少女隊ドグーンV』（2010年10月〜）
- 年末年始特番 『小野真弓の幸せグルメ姫』（2010年12月）
- MBS『探偵オペラ ミルキィホームズ』（2011年）番組内PR
- TVK『ウルトラゾーン』（2011年10月〜）
- CX『めざましテレビ「ココ調!!」』（2016年2月5日）
- NHKG『総合診療医 ドクターG』（2016年4月20日）
- ABC『ランウェイ24』（2019年7月6日〜）全10話

### 舞台
- PRIDE&MONEY『かりて〜糧』（2012年10月）
- PRIDE&MONEY『満ちたりた庭園』（2012年10月）
- 劇団マツモトカズミ『読モの掟！』（2014年5月）
- 劇団マツモトカズミ『結婚の偏差値Ⅱ DEAD OR ALIVE』（2014年9月）
- 探偵シリーズ『元カレ』（2015年6月）
- 劇団マツモトカズミ『結婚の偏差値Ⅲ　純愛』（2015年9月）
- ミュージカル『仮面ティーチャー SILVER MASK』（2015年9月）
- オフィス川越プロデュース 朗読劇『時空を旅する女たちたけのかぐや姫12今はむかし、昔はいま～』（2015年6月）
- ジェイナピプロデュース『人間風車』（2016年4月）
- オフィス川越プロデュース 音楽劇『なよたけのかぐや姫～今はむかし、昔はいま～』（2016年6月）
- ジェイナピプロデュース 朗読劇『解夏』（2016年10月）
- ジェイナピプロデュース 陰陽公演 朗読劇『陰陽師』（2017年7月）
- ジェイズプロデュース『MIDSUMMER CAROL ガマ王子 vs ザリガニ魔人』（2017年8月～9月）
- ジェイナピプロデュース 音楽劇『夜曲～nocturne～』（2017年12月）
- Jnapi L.L.C 朗読劇『予告犯』（2018年9月）
- タグステ『YOSHITSUNE〜呪われた英雄〜』（2018年12月）
- WITH YOU『ヤンキャバウォーズ』（2019年7月18日）

### WEB
- 武田薬品工業 『ジプレキサ』「ウツミハルオのありふれた幸福」（2011年〜）
- ファイザー「Fermata」(2012年〜)
- アステラス製薬 『セレコックス錠』
- ホリプロ YouTubeホラー専門チャンネル「Den of Horror」『Exercise Dead -死のエクササイズ-』（2012年11月〜）[17]
- USTREAM『クラフトガールズ』（2012年8月〜）[18]
- USTREAM『Blow up! shooting』（2013年6月〜）[19]
- USTREAM『Blow up! shooting サタデー』（2013年10月〜）[20]
- 江崎グリコ ポッキーの日ツイキャス企画『ポッキーキャス11.11』（2014年11月11日）
- ニコニコ生放送『映画「お化け屋敷列伝／戦慄迷宮MAX」』（2015年05月23日）
- 江崎グリコ ポッキーの日ツイキャス企画『ポッキーキャス11.11』（2015年11月11日）
- テレビ東京 テレ東プレイ『絶景告白』（2016年04月～）
- YOUTUBE LIVE『h&s』（2016年10月〜）
- GYAO『ランウェイ24チェインストーリー』（2019年7月8日〜）全9話

### VP
- 中野区
- 綜合警備保障
- 損保ジャパン
- 東栄住宅
- 日興アセットマネジメント
- 三菱東京UFJ銀行
- 三菱UFJ投信
- 三菱東京UFJ銀行
- アース製薬
- 明治
- NEXCO東日本
- 埼玉県警
- カーリット
- ファイザー
- 武田薬品工業
- Lenobo
- コメリ

### PV・MV
- VICE ROSE 『アルテリオン』（2012年7月）JESTA[21]
- 飯田舞『trick』（2012年）USP
- 飯田舞『会いたい』（2012年）USP
- 女塾オールスターズ『私を見て』（2014年）チャンネル北参道
- 小比類巻かほる『I'm Here』（2014年）
- 小比類巻かほる『Hold On Me』（2014年）
- Jin-Machine『さよなら†黒歴史』（2014年）YAMAHA MUSIC COMMUNICATIONS
- アキシブproject『アキシブウェイ』（2014年）
- アキシブproject『Eternal Blue～キミと僕と空と海の物語～』（2014年）
- 無限放送『ノースカロライナ　シェパードドッグ』
- Nina lovegood『雨上がり』

- DREAMING MONDTER『Self Control/TM NETWORK (Cover by DREAMING MONSTER)』（2017年）

- DREAMING MONDTER『ココロに、雨。』（2017年）
- HIGH SPIRITS『ボクラの時代』（2017年）
- サクヤコノハナ『ココロノトビラ』（2018年）

### ビデオ・DVD
- 『ネオアンジェリーク Abyss』（2009年4月）コーエー、特典映像
- 『はくだけダイエットDVD』（2010年8月）笠原巖 著書、シネマファスト
- 『ヘルパースケルター』（2013年1月）
- 『家庭の中の人権 生まれくる子へ』（2013年4月）東映
- 『裏麻雀美神列伝 潰し屋レイカ』（2014年1月）
- 『裏麻雀美神列伝 脱がせの美咲』（2014年2月）
- 『裏麻雀美神列伝 闇打ちのユメ』（2014年3月）
- 『家庭の中の人権 カラフル』（2014年5月）東映
- 『恋のプロトタイプ』（2014年9月）アートポート
- 『PSP版 明治東亰恋伽 トワヰライト・キス 主題歌「ルナティック・キス」』同梱特典DVD「浅草牛鍋恋伽」（2014年10月）
- 『夜光華』（2014年11月）
- 『武田くノ一忍法伝　千代女』（2015年10月）
- 『大激突 果てなき抗争』（2018年8月）
- 『大激突２ 果てなき抗争』（2018年9月）
- 『組長への道 狼の逆襲』（2018年10月）
- 『組長への道 狼の逆襲2』（2018年11月）

### ゲームソフト
- NINTENDO DS 『相棒DS』（2009年3月）テクモ[22]

### 雑誌
- 『L25』（2009年）リクルート、東京ディズニーランドホテル タイアップP
- 『FUELER MAGAZINE』 表紙P・中P 
VOL.01〜VOL.04 2010年07月〜2011年07月 発行（文踊社）
VOL.05〜 2011年11月〜 発行（キラジェンヌ）
- 『BEAUTE 電子版』（2010年〜）表紙P・中P Model：さくらい雅子
- 『Cruisin'』VOL.86（2010年10月26日〜）中P Model：杏さゆり
- 『IGNITE MAGAZINE』VOL.20（2014年11月30日〜）表紙P・中P Model：藤井マリナ

### 書籍
- 笠原巖『はくだけダイエット』シネマファスト、2010年2月。ISBN 4904708016。「Model：umina つんく♂（特別協力）花木麻衣」
- アキ・タニダ『症状別3分ヨガレッスン』ネコ・パブリッシング、2012年11月。ISBN 9784777053421。「Model：NANAKO 涼乃かつき」
- 『熱闘 鉄道模型』ネコ・パブリッシング、2013年11月。ISBN 9784777015207。
- 『YouTubeで成功する極意』玄光社、2014年6月。ISBN 978-4768305317。「Model：大野ひろみ ナマダ」

### イベント
- コーセー（2005年〜）『雪肌精』、『FASIO』、『VISSE』、『ESPRIQUE PRECIOUS』、『ESPRIQUE』 販売促進
- DHC（2006年〜）『DHCカップレディースボウリングツアー』、『DHCカップインターナショナルボウリング』
- ギャガ・コミュニケーションズ（2006年）『PROMISE』、『イルマーレ』、『ラブソングができるまで』 映画試写会
- キモノモード（2008年〜）『新成人撮影会』、『和装メーキャップ体験会』
- すずのき 『ピーターラビット着物展』2008年
- オスカープロモーション 『美女軍団神輿』2008年9月
- ファームピット 『ベトナムフェスティバル2008』（2008年9月）
- 吉本興業 『品川よしもとプリンスシアター』オープニングイベント（2009年）
- オスカープロモーション 『第12回全日本国民的美少女コンテスト』（2009年8月）
- 一般社団法人LBO 『DHCカップレディースオープンボウリングツアー』（2010年〜）
- アルテスタジオ（2010年6月）
- 三陽商会「2010年ファッショントークショー」
- ポーラ 『POLA×COTTO×アルテスタジオ』
- 東海テレビ放送『幸せの時間』（2012年10月）製作発表 神楽坂恵 専属ヘアメーク
- USTREAM『スタイルレザークラフト＆クラフトガールズ』（2012年11月）ワークショップイベントin マルイシティ渋谷店[23]
- 東映『花と蛇 ZERO』（2014年5月）製作発表
- MAGES.『明治東亰恋伽 トワヰライト・キス』主題歌「ルナティック・キス」発売イベント（2014年10月〜）
- 江崎グリコ ポッキーの日ツイキャス企画『ポッキーキャス11.11』（2014年11月11日）
- 第24回日本映画批評家大賞（2015年）
- 渋谷プロダクション（2015年）『赤い玉、』映画試写会
- 江崎グリコ ポッキーの日ツイキャス企画『ポッキーキャス11.11』（2015年11月11日）
- 劇場版『明治東亰恋伽 ～弦月の小夜曲～』DVDリリースイベント（2016年5月8日）

### CF
- 韓国農水産物流公社 『韓国産マッコリ』（2009年）
- JIMOS 『マキアレイベル』（2010年）インフォマーシャル、新美容液ファンデーション篇（30分）
- 武田薬品工業
  - 『イメージアップ』 叱られる篇（30秒）2011年〜
  - 『ジプレキサ』 インフォマーシャル
  - 「ウツミハルオのありふれた幸福」（30分）2011年〜
- 中野区 『地域活性化』（2012年〜）「中野桜(仮)」[24]（10分）
- ファイザー 「Fermata」（2012年〜）10分
- アステラス製薬 『セレコックス錠』 インフォマーシャル
- 株式会社東栄住宅 『ブルーミングガーデン』（2013年）身近にあるブルーミングガーデン〜ある家族の物語〜篇[25]（30秒）（6分）
- 株式会社トライフォート 夢と出会いの無人島オンラインゲーム『トゥモローアイランド』第二弾PV（30秒）
- 株式会社ベネッセコーポレーション 進研ゼミ小学講座『チャレンジタッチ』おうちに先生が２人篇（30秒）
- 株式会社ベネッセコーポレーション 進研ゼミ小学講座『チャレンジタッチ』正確な漢字判定篇（30秒）
- 久光製薬株式会社 ブテナロックシリーズ
- トンボ鉛筆株式会社
- SONY 「Xperia Hello!」『あなたを理解するコミュニケーションロボット』（2017年）
- クリスチャン・スキニー×仮面女子　コラボレーションPV（2018年）
- クリスチャン・スキニー×KissBee　コラボレーションPV（2018年）

### 広告
- 日本マクドナルド 『求人ポスター』（2006年〜）店頭ポスター
- 日本ヒューレット・パッカード 『企業広告』（2007年〜）雑誌広告
- ファームピット 『ベトナムフェスティバル2008』（2008年）PRポスター
- トヨタ自動車 『企業広告』（2008年〜）雑誌広告
- 第45回衆議院議員総選挙 『選挙ポスター』（2009年8月）
- サンスター （2010年〜）『エクイタンス』『フサラ』 通信販売広告
- コーセー 『コーセー×マツモトキヨシ』（2011年〜）店頭広告
- 2013年東京都議会議員選挙 『選挙ポスター』（2013年6月）
- 明治 『明治ラブ』（2013年〜）店頭広告
- 船橋競馬場『HEAT BEAT NIGHT』（2016年5月）

### カタログ
- ツインバード 『Marrige Concielge』（2010年〜）
- オスカープロモーション 『2010カタログ』（2010年〜）
- RURARA RURARA 『RURARA RURARA』（2011年〜）
- サンスター 『ステップBOOK』（2011年〜）
- 『Grande』  016年～

### タレント
- アキシブproject

- ユメオイ少女
- 仮面女子

- DREAMING MONDTER
- HIGH SPIRITS
- サクヤコノハナ
- Sweet Alley
- 神楽坂恵
- 福地桃子
- 内山理名
- 桜井日奈子

## その他参加作品
- 『フリーバイバイ』（2010年）- 特殊造形
- 『望まれない子』（2013年）- 製作協力、衣装
- 『ami?amie? つきあってねーよ！』- 衣装
- 『Exercise Dead -死のエクササイズ-』（2012年）- 衣装
- 『アスペルガーレイヴ』（2013年）- 特殊造形、撮影、助監督、特撮操演
- 『夜光華』- 衣装
- 『かあちゃんに贈る歌』- 衣装
- 『偶像戦記』- アイドル担当アドバイザー、特殊効果
- 『YouTube メイク動画』- ヘアメイク監修
- 『リベンジャーズ（仮）』パイロット版 - コスチュームデザイン
- 『私の窓君の空』 - 特殊造形

## 出演

### 映画
- 『メリーメリーメリー』（2011年）- 被収容者役
- 『アスペルガーレイヴ』（2013年）- ロールス・ロイス・コーニッシュ運転手役、仮想空間の兵士役、黒ずくめのヒットマン役（ガンアクション）、三人のちいさなおじさん役
- 『夜光華』
- 『あなたもまた虫である（仮題）』（2014年）- ゲイバー客役
- 『おやじ男優Ｚ』（2014年）- メイクさん役

### ドラマ
- 『Exercise Dead -死のエクササイズ-』（2012年）- メイクさん役

### CM
- JIMOS 『マキアレイベル』（2010年）- ハンドモデル

### 番組
- チャンネル北参道『松原夏海の「723(なっつみ〜)チャレンジ！」』（2013年10月15日〜）
- YouTube『ビューティ★佐口の4Kメイク動画教室』（2013年7月〜）

### イベント
- 『TBSデリシャカス2016』NEXT-ONE！ in AKASAKA SACAS（2016年8月11日）
- 『ビューティ★佐口Makeup Lesson』（2016年8月26日）
- ベルエポック美容専門学校『ファイナルコンテスト』審査員（2017年9月21日）